# ای جی لیچ - اسمیت
ای جی لیچ - اسمیت بازیکن فوتبال اهل بریتانیا است.
از باشگاه‌هایی که در آن بازی کرده‌است می‌توان به باشگاه فوتبال کرزن اشتون، باشگاه فوتبال یئوویل تاون، باشگاه فوتبال هالیفاکس تاون، باشگاه فوتبال کرو آلکساندرا، باشگاه ورزشی وستمانایا، باشگاه فوتبال نیوکاسل تاون، و باشگاه فوتبال پورت ویل اشاره کرد.